# Rue du Commandant-Boulay
Ne doit pas être confondu avec Rue Boulay.
La rue du Commandant-Boulay est une rue de Nantes, en France.

## Situation et accès
Située dans le centre-ville de Nantes, cette rue est une artère piétonne, longue seulement d'une douzaine de mètres, relie la place Félix-Fournier (à la jonction avec la rue Du Couëdic) à la place Royale (à la jonction avec la rue de l'Arche-Sèche). Elle est pavée et ne rencontre aucune autre voie.

## Origine du nom
Elle rend hommage à Stanislas Jean-Marie Boulay (1848-1917), ancien notaire à Nantes, officier de la Légion d’honneur, chef de bataillon au 288e régiment d’infanterie territoriale, qui décéda des suites de blessures reçues au front lors la première Guerre mondiale, alors qu'il venait pour la seconde fois de s'engager volontaire à l'âge de 67 ans (la première fut pendant la guerre franco-prussienne).

## Historique
Dans les années 1830, l'artère constituait l'extrémité ouest de la rue Saint-Nicolas. Elle en sera détachée à la suite de l'aménagement de la « place Saint-Nicolas » (actuelle « place Félix-Fournier ») en 1834.
À l'emplacement de la rue fut bâtie la tour sud de la porte Saint-Nicolas, qui permettait l'accès au quartier du « Bourg-Main » (ou « faubourg Saint-Nicolas ») après la construction de l'enceinte élevée par Pierre Ier de Bretagne au XIIIe siècle,. Cette porte s'ouvrait entre deux tours baptisées en l'honneur du baillistre et de son épouse : « tour de Pierre de Bretagne », au nord, et « tour d'Alix de Bretagne », au sud). Entre les deux se trouvait un corps de logis. Tombant en ruine, la porte fut reconstruite à partir de 1444, dotée d'une voûte sculptée d'une image de « Notre-Dame », et protégée par un pont-levis. Le duc François Ier y fit une entrée triomphale en 1459. Le logis a servi de prison pour Pierre Landais après sa disgrâce, en 1485. Le roi Louis XIII, en 1614, fut également fastueusement accueilli à cette porte.
À la fin du XVIIIe siècle, les fortifications sont démolies. La place Royale est créée entre 1784 et 1794, débarrassée du « boulevard » ou bastion qui encombrait sa partie nord. La porte Saint-Nicolas est détruite en 1790, et l'ancien passage devient une voie, la future rue du Commandant-Boulay.
La rue initialement appelée « rue Félix-Fournier », a pris son nom actuel à la suite d'une délibération du conseil municipal du 14 novembre 1922.